# 롱티보 크레스팽 국제 콩쿠르
롱티보 크레스팽 국제 콩쿠르(Long–Thibaud–Crespin Competition)는 프랑스에서 1943년부터 개최된 국제 콩쿠르이다. 피아노, 바이올린, 성악 부문에서 시상한다. 피아니스트인 마르그리트 롱, 바이올리니스트인 자크 티보가 콩쿠르를 개최하여 그들의 이름을 따 롱티보 콩쿠르로 불렸는데, 처음에는 피아노와 바이올린 부문만 시상했다. 2011년에 소프라노 레진 크레스팽의 이름을 따고 성악 부문의 시상도 시작하여 이름을 현재의 롱티보 크레스팽 국제 콩쿠르로 바꾸었다. 피아노 부문에서 한국인 피아니스트 임동혁, 이혁이 1등을 차지한 적이 있고, 바이올린 부문에서 신지아가 1등을 차지한 적이 있다.